# Limosina coei
Limosina coei är en tvåvingeart som beskrevs av Deeming 1969. Limosina coei ingår i släktet Limosina och familjen hoppflugor. Inga underarter finns listade i Catalogue of Life.